# Панфилово (Муромский район)
Панфи́лово — село Муромского района Владимирской области Российской Федерации. С 2024 года входит в состав городского округа Муром.

## География
Село расположено на левом берегу Оки в 17 километрах на юг от Мурома.

## История
Народное предание связывает название села с осевшей под Муромом народностью «панфила». Село Панфилово впервые упоминается в 1573—1574 годах.
Случившийся в Панфилове в 1609 году чумной мор был остановлен благодаря крестному ходу, совершенному крестьянами села. В память об этом событии был установлен «оброчный день» — девятая пятница после Пасхи.
В писцовой книге 1629/1630 годов значится, что село Панфилово дано князю Юрию Сулешеву «За московское осадное сидение в королевичев приход под Москву».
До революции крупное село Карачаровской волости Муромского уезда.
В годы Советской власти центр Панфиловского сельсовета, центральная усадьба колхоза «Панфиловский».

### Достопримечательности
Уже в начале XVII века в селе существовала церковь в честь Вознесения Господня — «деревяна клецки с папертью — строение мирских людей».
Из «храмозданной грамоты», выданной в 1791 году епископом Суздальским и Владимирским Виктором (Онисимовым), известно, что в то время в Панфилове существовала каменная церковь во имя святителя Николая Чудотворца. Когда и кем была построена эта церковь не известно. Храмозданною грамотой епископ Виктор разрешал «построить теплую деревянную церковь в честь Вознесения Господня…».
Из грамоты, выданной в 1810 году епископом Владимирским Ксенофонтом (Троепольским), видно, что каменная церковь расширена, в ней устроен главный престол в честь Вознесения Господня, в левой стороне церкви устроен придел во имя святителя Николая Чудотворца, а в правой — в память Усекновения главы Предтечи и Крестителя Иоанна. Тогда же была устроена и каменная колокольня. Таким образом, находящуюся в селе Вознесенскую церковь можно датировать периодом 1791—1810 годов.
Церковь была закрыта в 1930-е годы и предполагалась к сносу, но усилиями уроженцев села спасена, реставрирована и возобновила свою деятельность.

### Культура
В Панфилове действует единственная во Владимирской области сельская картинная галерея, созданная в 1985 году уроженцами села Панфилово, профессиональными художниками С. И. Чирковым (1924—1994), И. В. Бесчастновым и В. В. Серовым в восстановленной их усилиями Вознесенской церкви. Продолжавшийся более десяти лет сложный процесс реставрации возглавил заслуженный художник России Сергей Иванович Чирков, использовавший весь опыт художника и общественного деятеля, сплотивший вокруг себя группу подвижников, при поддержке местных, районных, областных властей и Союзного Министерства культуры добился возрождения памятника.
Основу экспозиции Галереи составили работы уроженцев села, членов Союза художников СССР В. В. Серова, С. И. Чиркова, И. В. Бесчастнова, подаренные ими родному селу. Коллекция, собранная за время существования Галереи, включает также живопись, скульптуру, графику Народных и Заслуженных художников СССР и России, преподавателей МГАХИ им. Сурикова, в котором долгие годы преподавал С. И. Чирков, владимирских и муромских художников. В экспозиции представлены работы Народных художников СССР, действительных членов АХ СССР братьев Ткачевых, действительного члена Петровской Академии науки искусств И. А. Солдатенкова, Народных художников России Н. П. Христолюбова, А. И. Фомкина, К. А. Тутеволь (ученики которой участвовали в воссоздании росписей храма Христа Спасителя, а также расписали алтарь Панфиловского храма в 1996 г.), Заслуженного художника России Е. Н. Трошева и многих других. Также фонд Галереи пополнился работами Муромских и Владимирских художников, переданными в дар жителям села Панфилова Союзом Художников России. Картинная галерея насчитывает более 280 экспонатов, включающих живописные полотна, графические листы и скульптуру.
В Галерее представлен период русского советского искусства (вторая половина XX века). Она является единственным местом в Муромском крае, где в постоянной экспозиции можно увидеть работы российских художников этого периода. Галерея стала культурным центром всего Муромского района. Здесь устраивались выставки и творческие вечера, выступали мировой величины артисты, например, Народный артист СССР, солист Большого театра А. Ф. Ведерников, музыканты и артисты из Москвы, Владимира, Мурома.
В 2005 году здание храма, восстановленное художниками с полным сохранением особенностей культового сооружения, было передано Церкви, а экспозиции перенесены в помещение Центра культуры и досуга «Панфиловский».
В 2007 году постановлением Главы района открыто муниципальное учреждение культуры «Музейно-выставочное объединение», которое включило в себя Панфиловскую сельскую картинную галерею и музей Н. А. Некрасова в деревне Алешунино.

## Население
| 1859  | 1897  | 1905  | 1926  | 2002  | 2010  | 2012  |
| ----- | ----- | ----- | ----- | ----- | ----- | ----- |
| 1785  | ↗2157 | ↘1875 | ↗2279 | ↘1626 | ↗1654 | ↗1727 |
| 2021  |       |       |       |       |       |       |
| ↘1680 |       |       |       |       |       |       |

## Инфраструктура
В селе расположены Панфиловская средняя общеобразовательная школа (открыта в 1985 году), дом культуры, библиотека, фельдшерско-акушерский пункт, отделение федеральной почтовой связи.

## Известные уроженцы и жители
- Бесчастнов, Иван Васильевич (1925—1996) — советский и российский скульптор, художник.
- Маслин, Николай Иванович (род. 1948) — заслуженный тренер России по боксу.
- Серов, Василий Васильевич (1911—1992) — советский и российский художник.
- Серов Василий Васильевич (род. 1941) — заслуженный художник России[15].
- Улитин, Иван Ильич (1900—1965) —  советский военачальник, генерал-майор.
- Чирков, Сергей Иванович (1924—1994) — живописец, заслуженный художник РСФСР.
- Зварцев Александр Михайлович (1920-1998) - советский военачальник, генерал-полковник.